# Aéroport de Destin-Fort Walton
L'aéroport de Destin–Fort Walton Beach (code IATA : VPS • code OACI : KVPS • code FAA : VPS) est un aéroport situé à l'intérieur de Eglin Air Force Base, près de Destin et de Fort Walton Beach dans le comté d'Okaloosa, Floride. L'aéroport s'appelait Northwest Florida Regional Airport jusqu'au 17 février 2015 et Aéroport Régional Okaloosa jusqu'en septembre 2008.

## Situation
| Daytona Beach Fort Lauderdale Fort Myers Gainesville Jacksonville Key West Orlando-Melbourne Miami Orlando Orlando-Sanford Panama City Pensacola Punta Gorda Sarasota-Bradenton St. Augustine St. Petersburg-Clearwater Tallahassee Tampa Valparaiso Palm Beach Naples Vero Beach |

## Compagnies aériennes et destinations

### Passager
| Compagnies                 | Destinations |
| -------------------------- | --- |
| Allegiant Air              | Saint-Louis MidAmerica, Cincinnati-Northern Kentucky En saison : Austin-Bergstrom, Baltimore-T. Marshall, Cleveland-Hopkins, Columbus (Rickenbacker Int'l), Indianapolis, Kansas City, Knoxville-McGhee Tyson (en), Louisville-Standiford Field, Memphis, Newark-Liberty, Oklahoma City (Will Rogers-World), Greater Peoria (en), Pittsburgh, Springfield–Branson (en) |
| American Airlines          | En saison : Dallas-Fort Worth |
| American Eagle             | Charlotte-Douglas, Dallas-Fort Worth En saison : Washington-Reagan |
| Contour Airlines           | En saison : Bowling Green |
| Delta Air Lines            | Atlanta H.-Jackson |
| Delta Connection           | Atlanta H.-Jackson |
| GLO Airlines opéré par CFM | En saison : Little Rock-Clinton, La Nouvelle-Orléans-L. Armstrong |
| United Express             | Houston-George Bush |